# Communauté de communes Epte-Vexin-Seine
Pour les articles homonymes, voir Epte (homonymie) et Seine (homonymie).
La Communauté de communes Epte-Vexin-Seine est une ancienne communauté de communes française, située dans le département de l'Eure et dans la région Normandie.

## Histoire
Le 1er janvier 2016, elle ne compte plus que sept communes au lieu de 20 à la suite de la création de la commune nouvelle de Vexin-sur-Epte.
Le 1er janvier 2017, l'intercommunalité fusionne avec la Communauté d'agglomération des Portes de l'Eure (CAPE) et la Communauté de communes des Andelys et de ses environs (CCAE) pour former Seine Normandie Agglomération, composée de 66 communes.

## Composition
Au 31 décembre 2016, elle regroupait 7 communes :
| Nom                     | Code Insee | Gentilé        | Superficie (km2) | Population (dernière pop. légale) | Densité (hab./km2) |
| ----------------------- | ---------- | -------------- | ---------------- | --------------------------------- | ------------------ |
| Vexin-sur-Epte (siège)  | 27213      |                | 114,49           | 6 031 (2014)                      | 53                 |
| Bois-Jérôme-Saint-Ouen  | 27072      |                | 10,51            | 747 (2014)                        | 71                 |
| Château-sur-Epte        | 27152      | Casteleptiens  | 4,60             | 615 (2014)                        | 134                |
| Heubécourt-Haricourt    | 27331      | Heubécourtois  | 11,92            | 458 (2014)                        | 38                 |
| Mézières-en-Vexin       | 27408      | Macériens      | 12,70            | 631 (2014)                        | 50                 |
| Pressagny-l'Orgueilleux | 27477      | Pressecagniens | 10,27            | 706 (2014)                        | 69                 |
| Tilly                   | 27644      | Tillois        | 12,19            | 549 (2014)                        | 45                 |